# Def Jam Recordings
Def Jam Recordings es una compañía discográfica fundada en 1984 por Rick Rubin y Russell Simmons. Las tres primeras publicaciones del sello discográfico datan de 1984, con los sencillos “It's Yours" de T La Rock & DJ Jazzy Jay (MC hermano del miembro de Treacherous Three Special K el primero y DJ del colectivo de Afrika Bambaataa 'Soulsonic Force' el segundo), "I Need A Beet” de un joven LL Cool J y "Rock Hard"/"Beastie Groove" de los Beastie Boys, cuyo miembro Adrock era compañero de la NYU y su correo en el origen del sello. Las ventas fueron satisfactorias, conduciendo un contrato de distribución junto con la compañía Columbia Records en 1985. El primer artista en poner un álbum entero a la venta al público fue LL Cool J, con su Radio, en diciembre de 1985. Lyor Cohen llegó a la presidencia de Def Jam Recordings en 1988, después de ganarle el pulso a Rubin en una lucha por el poder. Rubin dejó la compañía en 1989 para formar Def American. Todos los sellos discográficos de CBS (Columbia Broadcasting System, la mayor red de televisión y radio de Estados Unidos), incluido Columbia Records y Epic Records, fueron re-bautizados dentro de Sony Music Entertainment en 1991 (fueron comprados por Sony Corporation en 1988). En 1994, PolyGram se hizo con el 50% de Def Jam Recordings, para, dos años después, adquirir un 10% adicional. En 1998, Def Jam Recordings pasó a formar parte de Universal Music Group como resultado de la compra de PolyGram por Seagram. Ese mismo año, Universal Music Group compró el resto de Def Jam Recordings, y pronto la fusionó con Island Records para formar The Island Def Jam Music Group.
The Inc. Records y Disturbing Tha Peace Records están entre los sellos discográficos independientes distribuidos por Def Jam, al igual que Roc-A-Fella Records, que fue vendida a la compañía por sus fundadores en 2004, siendo un cofundador del sello, Jay-Z, designado como presidente de Def Jam Records.

## Artistas de Def Jam

### Def Jam Records
- Damon Dash
- Desiigner
- Jennifer Lopez
- Shakira
- Mya Shante
- Rihanna
- BTS
- Logic
- Axwell Λ Ingrosso
- Lady Gaga
- Ghostface Killah
- Joe Budden
- Juelz Santana
- LL Cool J
- Mariah Carey
- Method Man
- N.O.R.E.
- Redman
- Ne-Yo
- Young Jeezy
- Sisqó
- Hikaru Utada
- Kanye West
- Karina Pasian

Devontae Williams
- Justin Bieber
- Alessia Cara
- 2 Chainz
- Alesso
- Crush 40
- Claire Soleil
- Frank Ocean

### Def Soul
- 112
- Patti LaBelle
- Ron Isley
- The Isley Brothers

### Def Jam Left
- The Roots

### Def Jam UK
Mercury Records
- Terri Walker
- Tim Westwood
- Lady Sovereign
- Taz

## Artistas de Def Jam distribuidos en otros sellos

### Roc-a-Fella Records
- Jay-Z (Presidente)
- Kanye West
- Foxy Brown
- Young Gunz
- Memphis Bleek
- Freeway
- Teairra Mari
- Peedi Crakk
- DJ Clue

### Roc-a-Fella West
- Immense

### Disturbing Tha Peace Records(Def Jam South)
Presidido por Chaka Zulu
- Bobby Valentino
- Ludacris
- Shawnna
- Roc La Familia
- Aztek
- Tru Life
- N.O.R.E
- Lady Sovereign
- Snoop Dogg
- Moss B

### Dame Dash Music Group
Presidido por Dame Dash y Kareem Burke
- Grafh
- Sizzla
- Rell
- Biggs
- Nicole Wray
- Beanie Sigel
- Ol' Dirty Bastard

### Slip-N-Slide Records
Presidido por Ted Lucus & Trick Daddy
- Trina
- Rick Ross
- Ft.Meyers
- Plies

### Russell Simmons Music Group
Presidido por Russell Simmons
- DJ Green Lantern
- Black Buddafly
- Rev Run
- Short Dawg
- Austin Lollar

## Artistas originales de Def Jam
- 3rd Bass
- Beastie Boys
- BG Knocc out & Dresta
- Cam'ron
- C-N-N (Capone-N-Noreaga)
- DMX (rapero)
- Dru Hill
- EPMD
- Fam-Lay
- Hollis Crew
- Jazzy Jay
- Jimmy Spicer
- Keith Murray
- Kelly Price
- LL Cool J
- MC Serch
- Montell Jordan
- Oran "Juice" Jones
- Original Concept
- Public Enemy
- Richie Rich
- Slick Rick
- T La Rock
- Warren G